# Coalitie van bereidwilligen
Een coalitie van bereidwilligen (Engels: coalition of the willing), ook wel coalitie van bereidwillige landen genoemd, is een politieke term die verwijst naar een (tijdelijke) internationale alliantie of partnerschap dat is opgericht om een bepaald doel te bereiken, meestal van militaire of politieke aard.

## Herkomst
De van oorsprong Engelstalige term werd begin jaren zeventig bedacht door Amerikaanse academici. In juli 1971 beschreef Lincoln P. Bloomfield, verbonden aan de Massachusetts Institute of Technology, de noodzaak van een coalitie van bereidwillige landen om belangrijke vredeshandhavings- of conflictstabilisatiedoelen te ondersteunen die door de Verenigde Naties werden onderschreven. Dit stuk werd opgemerkt door de minister van Buitenlandse Zaken, Henry Kissinger, in een brief uit 1973 aan Bloomfield, waarin hij diens "voorstel voor coalities van bereidwilligen" erkende.

## Gebruik
De term is bekend uit de Amerikaanse politiek en is onder andere gebezigd door Bill Clinton en George W. Bush. Daarnaast is de term ook bekend als synoniem voor de multinationale troepenmacht in Irak tijdens de Irakoorlog. 
In Zuid-Amerika is de term gebruikt door onder anderen Ralph Gonsalves (premier van Saint Vincent en de Grenadines), die toen verwees naar de partnerschap tussen zijn land en dat van Patrick Manning (premier van Trinidad en Tobago), Fidel Castro (president van Cuba) en Hugo Chávez (president van Venezuela), die samenwerkten aan de Internationale Luchthaven Argyle in de buurt van Kingstown. In Trinidad en Tobago is de term ook gebruikt om het kabinet van Kamla Persad-Bissessar mee te duiden.
Tijdens de Europese vluchtelingencrisis in 2015 werd de term ook gebruikt door Angela Merkel, waarmee ze hoopte dat een aantal EU-landen vrijwillig mee zouden werken aan de verdeling van de vluchtelingen over de Europese lidstaten.
In maart 2025 werd de term aangehaald door Petr Pavel, de president vanTsjechië, die voorstelde om een ‘coalitie van bereidwilligen’ te vormen om zo een einde te maken aan de Russische invasie van Oekraïne. De term werd in dezelfde context gebruikt door Keir Starmer. Starmer verkondigde dat het Verenigd Koninkrijk zou samenwerken met Frankrijk en andere Europese landen om veiligheidsgaranties voor Oekraïne te bieden, met als langetermijndoel een vredesakkoord met Rusland.